# Дімітра Асіліан
Дімітра Асіліан (грец. Δήμητρα Ασιλιάν, 10 липня 1972) — грецька ватерполістка, срібна призерка літніх Олімпійських ігор 2004 в Афінах.
1999 року принесла команді 8 очок на Чемпіонаті Європи з водного поло серед жінок в Прато, на якому грецька збірна посіла 5 місце у загальному заліку.